# Picoides dorsalis
Picoides dorsalis là một loài chim trong họ Picidae.